# Kalevi-Numminen-Trophäe
Die Kalevi-Numminen-Trophäe ist eine Eishockey-Auszeichnung, die von der finnischen SM-liiga an den besten Trainer der Saison vergeben wird.

## Preisträger
| Saison    | Gewinner           | Team     |
| --------- | ------------------ | -------- |
| 1977–78   | Kari Mäkinen       | Ässät    |
| 1978–79   | Veli-Pekka Roiha   | Reipas   |
| 1979–80   | Jorma Rikala       | HIFK     |
| 1980–81   | Kari Mäkinen       | Kärpät   |
| 1981–82   | Rauno Korpi        | Tappara  |
| 1982–83   | Reino Ruotsalainen | Jokerit  |
| 1983–84   | Pentti Matikainen  | Kärpät   |
| 1984–85   | Seppo Hiitelä      | Ilves    |
| 1985–86   | Rauno Korpi        | Tappara  |
| 1986–87   | Rauno Korpi        | Tappara  |
| 1987–88   | Pentti Matikainen  | HIFK     |
| 1988–89   | Hannu Aravirta     | JYP      |
| 1989–90   | Hannu Jortikka     | TPS      |
| 1990–91   | Hannu Jortikka     | TPS      |
| 1991–92   | Harri Rindell      | HIFK     |
| 1992–93   | Wladimir Jursinow  | TPS      |
| 1993–94   | Wladimir Jursinow  | TPS      |
| 1994–95   | Wladimir Jursinow  | TPS      |
| 1995–96   | Sakari Pietilä     | HPK      |
| 1996–97   | Hannu Kapanen      | HPK      |
| 1997–98   | Erkka Westerlund   | HIFK     |
| 1998–99   | Hannu Jortikka     | TPS      |
| 1999–2000 | Hannu Jortikka     | TPS      |
| 2000–01   | Hannu Jortikka     | TPS      |
| 2001–02   | Raimo Summanen     | Jokerit  |
| 2002–03   | Jukka Rautakorpi   | Tappara  |
| 2003–04   | Kari Heikkilä      | Kärpät   |
| 2004–05   | Kari Jalonen       | Kärpät   |
| 2005–06   | Jukka Jalonen      | HPK      |
| 2006–07   | Kari Jalonen       | Kärpät   |
| 2007–08   | Petri Matikainen   | Blues    |
| 2008–09   | Risto Dufva        | JYP      |
| 2009–10   | Kai Suikkanen      | TPS      |
| 2010–11   | Petri Matikainen   | Blues    |
| 2011–12   | Jyrki Aho          | JYP      |
| 2012–13   | Karri Kivi         | Ässät    |
| 2013–14   | Pekka Tirkkonen    | SaiPa    |
| 2014–15   | Lauri Marjamäki    | Kärpät   |
| 2015–16   | Jussi Tapola       | Tappara  |
| 2016–17   | Pekka Virta        | KalPa    |
| 2017–18   | Mikko Manner       | Kärpät   |
| 2018–19   | Antti Pennanen     | HPK      |
| 2019–20   | Jussi Ahokas       | KooKoo   |
| 2020–21   | Pekka Virta        | Lukko    |
| 2021–22   | Olli Jokinen       | Jukurit  |
| 2022–23   | Tommi Niemelä      | Pelicans |
| 2023–24   | Rikard Grönborg    | Tappara  |
| 2024–25   | Raimo Helminen     | SaiPa    |

### Preisträger nach Mannschaften
- 8 Preisträger: TPS
- 7 Preisträger: Kärpät
- 6 Preisträger: Tappara
- 4 Preisträger: HIFK, HPK
- 3 Preisträger: JYP
- 2 Preisträger: Ässät, Blues, Jokerit, SaiPa
- 1 Preisträger: Ilves, KalPa, Reipas, KooKoo, Lukko, Jukurit, Pelicans